# Epacmoides pallidulum
Epacmoides pallidulum är en tvåvingeart som beskrevs av Hesse 1956. Epacmoides pallidulum ingår i släktet Epacmoides och familjen svävflugor. Inga underarter finns listade i Catalogue of Life.